# Tanja Mairhofer
Tanja Mairhofer–Obele (ur. 31 maja 1979 w Johannesburgu) – austriacka prezenterka telewizyjna i aktorka.

## Życiorys
Mairhofer pierwsze lata swojego życia spędziła we Francji i Republice Południowej Afryki, ale dorastała w Braunau w Górnej Austrii. Opuściła szkołę w wieku 15 lat i podjęła pracę dorywczą. W wieku 21 lat ukończyła szkołę średnią, obroniła maturę w Akademii Handlowej i rozpoczęła studia. Uzyskała dyplom dziennikarstwa i z ekonomistki ds. komunikacji. Uzyskała także tytuł magistra stosunków międzynarodowych. W latach 2003–2007 studiowała w IFS Internationale Filmschule w Kolonii. W 2005 ukończyła kurs aktorski w The Acting Corps und AIA Studios w Los Angeles. 
Na początku swojej kariery telewizyjnej pracowała w MTV i Viva Zwei, gdzie była współprowadzącą Comet–Backstage (2000) i prowadziła program 2Rock (2000–2002). Należała do prowadzących widowisko estradowe pt. The Dome (2003). Prowadziła quiz Willis Quiz Quark Club (2005–2006) na kanale BR i dziecięcy program na kanale Kika KI.KA (2005–2009).

## Wybrana filmografia

### Filmy
- 2007: Neues vom Wixxer jako tańcząca zakonnica
- 2010: Furcht & Zittern jako Lissy
- 2014: Zwei allein (TV) jako Heike Wegmann
- 2018: Matula: Der Schatten des Berges (TV) jako Susanne Wiesner

### Seriale
- 2002–2003: Marienhof jako Sophie Hofmann
- 2005: SOKO München – odc. „Stille Wasser” jako Mia
- 2009: Opowieści Szeherezady (Die ProSieben Märchenstunde) – odc. „Dornröschen - Ab durch die Hecke!” jako Maria
- 2010: Eine Couch für alle – odc. „Stress und Dummheit” jako Pani Mayer
- 2012: Tom Turbo – odc. „Kennwort: Knallwurst” jako Conny Klette
- 2016: Hubert bez Stallera (Hubert ohne Staller) – odc. „Der letzte Akkord” jako Sophia Schneider
- 2021: Die Rosenheim-Cops – odc. „Krieg der Sterne” jako Simone Vorreiter
- 2023: Hubert bez Stallera (Hubert ohne Staller) – odc. „Tod auf Rezept” jako Nina Imhoff

## Publikacje
- Tanja Mairhofer: Schluss mit Muss: Warum du alles falsch machst, wenn du alles richtig machen willst. Zs Verlag Gmbh, 2017, s. 224. ISBN 978-3898836548.